# Invasie van Elba
De invasie van Elba, ook bekend onder de codenaam Operatie Brassard, maakte deel van de Italiaanse campagne tijdens de Tweede Wereldoorlog. De operatie werd uitgevoerd tussen 17 en 19 juni 1943 door de Vrije Fransen, met steun van de Britse en Amerikaanse luchtmacht en vloot. De operatie leidde tot de geallieerde verovering van het eiland.

## Geschiedenis

### Aanloop

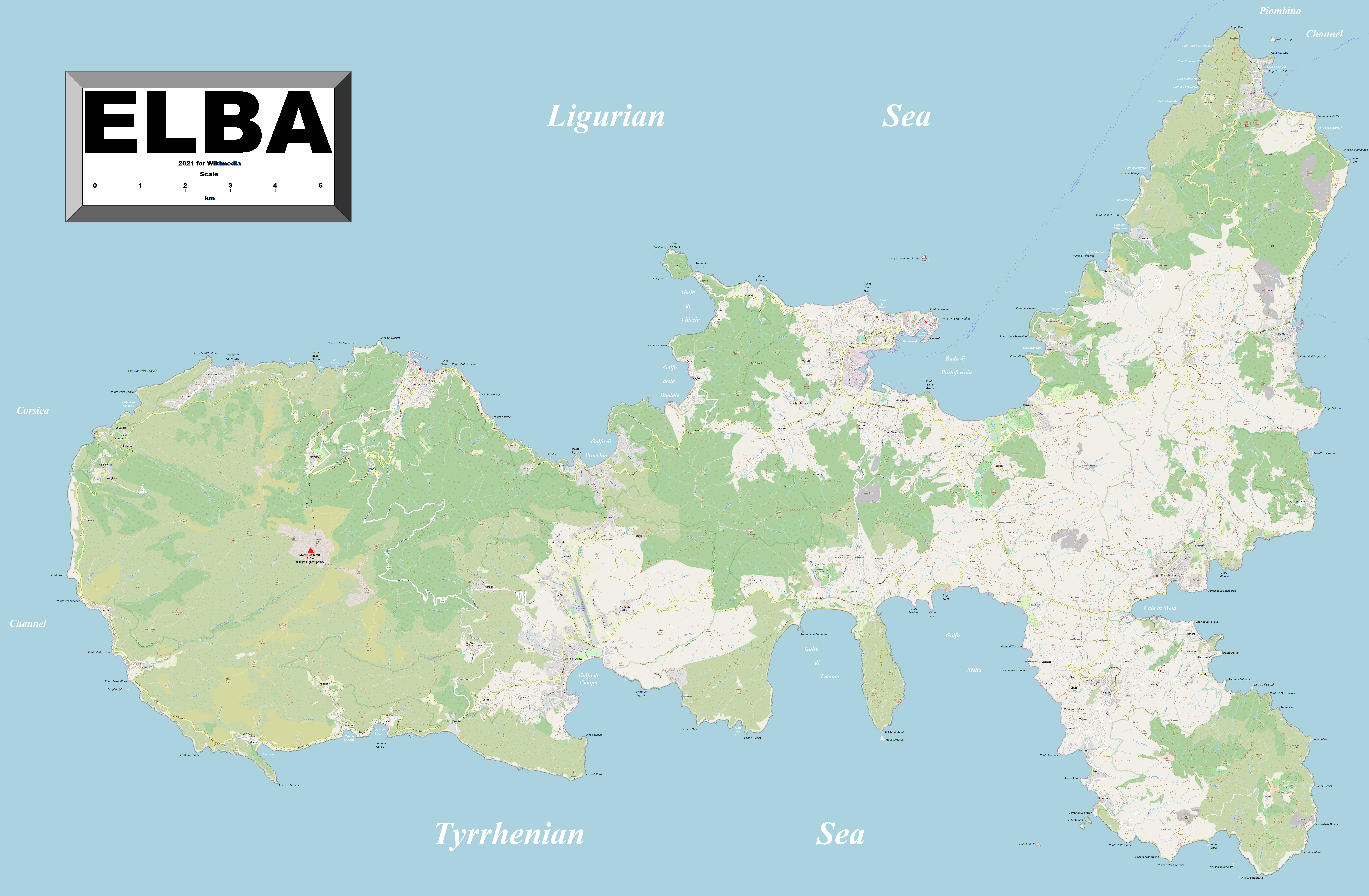
Het eiland Elba

Het eiland Elba ligt tien kilometer van het Italiaanse vasteland, ter hoogte van de Toscaanse stad Piombino. Het is qua grote het derde Italiaanse eiland. Alleen Sicilië en Sardinië zijn groter. Het eiland is 30 kilometer lang en tussen de 4 en 11 kilometer wijd. Het hoogste punt is met 1.019 meter de berg Monte Capanne. Op het moment dat de Tweede Wereldoorlog uitbrak woonden er dertigduizend mensen op het eiland, waarvan twaalfduizend in de hoofdplaats Portoferraio.

### Italiaanse overgave
Na de Italiaanse overgave in september 1943 bleef een deel van het Italiaanse leger trouw aan de Asmogendheden, maar op Elba aanvankelijk niet. Op Elba was een Italiaans garnizoen gelegerd bestaande uit meer dan achtduizend man. Juist in deze periode besloten de Duitsers om de 90e lichte infanteriedivisie terug te trekken van Sardinië en de 16. SS-Panzergrenadier-Division Reichsführer SS van Corsica. Op die manier wilden ze voorkomen dat die vast kwamen te zitten bij een geallieerde aanval. Elba was cruciaal voor een goed verloop van de evacuatie. Het Italiaanse garnizoen gaf zich pas na bombardementen en de landing van zeshonderd Duitse parachutisten over. Het strategisch belang van Elba nam toe na de geallieerde verovering van Corsica in oktober. Elba was belangrijk omdat het de toegang tot de Tyrreense Zee blokkeerde.

### Duitse verdediging
In mei 1944 bestond de Duitse verdediging uit twee Duitse bataljons en een Italiaans bataljon. De leiding lag bij majoor-generaal Franz Gall. De bataljons telden elk iets meer dan vijfhonderd man en werden grotendeels gevormd door Oostfrontveteranen die leden aan de gevolgen van bevriezing. Verder waren er driehonderdvijftig man van de Kriegsmarine die samen met tweehonderd Italianen de zes kustbatterijen bemanden.
Gedurende de eerste helft van 1944 rukten geallieerde troepen steeds verderop richting Rome. Vanaf april 1944 begonnen de geallieerden plannen te maken voor de invasie van het eiland. Het opperbevel kwam te liggen bij de Franse generaal Joseph Magan, die eerder leiding had gegeven aan de invasie van Corsica. Bevelhebber voor de luchttroepen was de Amerikaanse kolonel T.C. Darcy. De invasie stond gepland voor 25 mei 1944, maar die datum werd naar achteren verschoven doordat de Slag bij Anzio langer duurde dan verwacht. Dit gaf de onervaren Franse troepen meer tijd om te trainen. Adolf Hitler liet op 12 juni aan veldmaarschalk Albert Kesselring weten dat Elba tot de laatste man moest worden verdedigd.

### Aanval

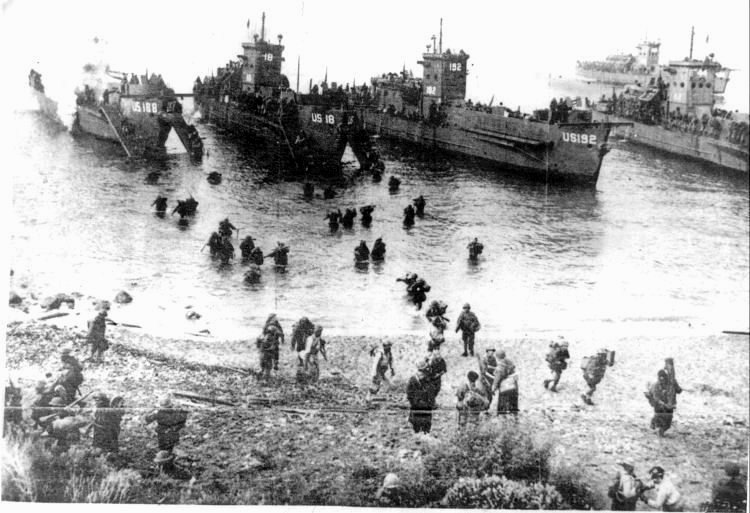
Franse troepen gaan aan land

De aanval op Elba begon op 17 juni. De uitvoering lag in handen van de Vrije Fransen. In totaal namen meer dan tienduizend man aan de aanval deel, deels koloniale troepen. De Britse Royal Navy ondersteunde de Fransen. Er werden commando's vooruitgestuurd die het hadden voorzien op de kustbatterijen.
Een Duits vliegtuig spotte de invasievloot die op weg was naar Elba. De vliegeniers meenden echter dat het om normaal scheepsverkeer ging en maakten er verder geen melding van. De vloot bestaande uit 270 schepen arriveerde rond mindernacht bij het eiland. In de buurt van Portoferraio simuleerden de geallieerden een landing om de Duitsers om het verkeerde been te zetten. De hoofdmacht ging rond half vier in de ochtend zuidelijker aan land. Commando's wisten het Duitse flakschip Köln buiten gevecht te stellen. Dat was cruciaal voor de aanval, omdat het schip uitzicht had op de belangrijkste landingsstranden.
De invasie verliep vlot voor de geallieerden, ondanks het feit dat de Duitsers een deel van de landingstroepen tot halverwege de middag tegen wisten te houden op het strand. Binnen twee uur hadden Franse troepen het hoogste punt van het eiland bereikt, terwijl Portoferraio een dag later werd ingenomen. De Senegalese koloniale troepen gebruikten vlammenwerpers om de resterende verzetsnesten op te ruimen. Op 19 juni kreeg de Duitse commandant toestemming om te evacueren. Hij wist met vierhonderd landgenoten veilig te ontkomen naar het vasteland.